# Ethan Torchio
Ethan Torchio (ur. 8 października 2000 w Rzymie) – włoski perkusista i kompozytor.  
W 2016 roku dołączył do rockowego zespołu Måneskin, z którym wydał trzy płyty oraz wygrał 65. Konkurs Piosenki Eurowizji.